# André Laurentino
André Laurentino, também conhecido como Dedé Laurentino, (Recife) é um publicitário e escritor brasileiro. Foi diretor executivo de criação da agência TBWA de Londres e é diretor executivo global de criação para a Unilever na agência Ogilvy & Mather. Em 2016, foi um dos membros do júri de Health & Wellness no Festival de Publicidade de Cannes. Considerado um dos publicitários brasileiros mais premiados por mais de dez anos, Laurentino ganhou 15 Leões em Cannes e mais de 80 prêmios em anuários do Clube de Criação de São Paulo. Em 2017, publicou Não me deixe aqui rindo sozinho, coletânea de crônicas escritas ao longo de dez anos para o jornal O Estado de S. Paulo.